# Emmy Kristiansen
Emmy Kristine Guttulsrud Kristiansen (Holmestrand, 13 september 2000), beter bekend onder haar artiestennaam Emmy, is een Noors zangeres. Met het nummer Laika party vertegenwoordigde ze Ierland op het Eurovisiesongfestival 2025 in Bazel, Zwitserland.

## Biografie
Kristiansen groeide op in een muzikaal gezin in Sande in de Noorse provincie Westfold. Als kind zong ze al in een kinderkoor genaamd Soul Children. In 2015 nam Kristiansen deel aan MGPjr, de junioren versie van Melodi Grand Prix. Met het nummer Aiaiaiai wist ze de finale te halen. Na haar MGPjr deelname hield Kristiansen concerten in Østlandet. Daarnaast schreef ze vele nummers en bracht daar een aantal van uit, waaronder Bjørnar.
In 2021 was Kristiansen een van de deelnemers aan Melodi Grand Prix 2021. Ze nam deel met het nummer Witch Woods geschreven door Olli Äkräs, Elsa Søllesvik en Morten Franck. Op zaterdag 30 januari 2021 trad ze aan in haar halve finale waarin ze zich rechtstreeks wist te plaatsen voor de grote finale op 20 februari 2021. Ze wist daarin niet de gouden finale te halen en greep naast deelname aan het Eurovisiesongfestival 2021.
Sinds 2021 studeerde Kristiansen visuele communicatie aan de Universiteit van Zuidoost-Noorwegen.
Kristiansen werd op 23 januari 2025 aangekondigd als een van de artiesten die deelneemt aan Eurosong 2025, de Ierse preselectie voor het Eurovisiesongfestival 2025. Ze trad hier aan met het door haar geschreven nummer Laika party. Door de meeste punten te krijgen van de nationale jury en de thuisstemmers wist Emmy met de zegepalm aan de haal te gaan waardoor ze Ierland mocht vertegenwoordigen op het Eurovisiesongfestival 2025 in Bazel, Zwitserland. Ze wist niet voldoende stemmen te behalen in de tweede halve finale op 16 mei 2025 om door te gaan naar de finale.

## Discografie

### Singles
- 2016: Bjørnar
- 2016: Frightened of Lightning
- 2018: Jeg ser at du har ringt
- 2019: The little boy
- 2019: Er det du som har tatt den?
- 2020: Gunnar
- 2020: If only
- 2021: Witch Woods
- 2021: Collection
- 2021: Brilleskille
- 2021: Some say
- 2022: Venus (Why don't we run)
- 2022: Juliet
- 2022: Dear Sandman
- 2022: Dear Santa
- 2023: Just a ghost
- 2023: DotA
- 2023: She
- 2023: Haunting you
- 2023: Vill ha dig
- 2024: Lose my love
- 2024: Dancing all alone
- 2024: Ain't nobody
- 2024: The hanging tree
- 2024: Boten Anna
- 2024: Say you love me
- 2024: Lie to me
- 2024: Monster
- 2025: Laika party (deelname Eurovisiesongfestival 2025)
- 2025: Legends
- 2025: Rena Lakan

1965: Butch Moore · 
1966: Dickie Rock · 
1967: Sean Dunphy · 
1968: Pat McGeegan · 
1969: Muriel Day · 
1970: Dana · 
1971: Angela Farrell · 
1972: Sandie Jones · 
1973: Maxi · 
1974: Tina Reynolds · 
1975: The Swarbriggs · 
1976: Red Hurley · 
1977: The Swarbriggs Plus Two · 
1978: Colm Wilkinson · 
1979: Cathal Dunne · 
1980: Johnny Logan · 
1981: Sheeba · 
1982: The Duskeys · 
1984: Linda Martin · 
1985: Maria Christian · 
1986: Luv Bug · 
1987: Johnny Logan · 
1988: Jump the Gun · 
1989: Kiev Connolly & The Missing Passengers · 
1990: Liam Reilly · 
1991: Kim Jackson · 
1992: Linda Martin · 
1993: Niamh Kavanagh · 
1994: Paul Harrington & Charlie McGettigan · 
1995: Eddie Friel · 
1996: Eimear Quinn · 
1997: Marc Roberts · 
1998: Dawn Martin · 
1999: The Mullans · 
2000: Eamonn Toal · 
2001: Gary O'Shaughnessy · 
2003: Mickey Harte · 
2004: Chris Doran · 
2005: Donna & Joe · 
2006: Brian Kennedy · 
2007: Dervish · 
2008: Dustin the Turkey · 
2009: Sinéad Mulvey & Black Daisy · 
2010: Niamh Kavanagh · 
2011: Jedward · 
2012: Jedward · 
2013: Ryan Dolan · 
2014: Can-linn feat. Kasey Smith · 
2015: Molly Sterling · 
2016: Nicky Byrne · 
2017: Brendan Murray · 
2018: Ryan O'Shaughnessy · 
2019: Sarah McTernan · 
2021: Lesley Roy · 
2022: Brooke · 
2023: Wild Youth · 
2024: Bambie Thug · 
2025: Emmy